# Gare de Loriol
Gare de Loriol vasútállomás Franciaországban, Loriol-sur-Drôme településen.

## Vasútvonalak
Az állomást az alábbi vasútvonalak érintik:
- Párizs–Marseille-vasútvonal

## Kapcsolódó állomások
A vasútállomáshoz az alábbi állomások vannak a legközelebb:
- Gare de Livron
- Gare de Montélimar